# Petershagen
Pour la commune di Brandebourg, voir Petershagen/Eggersdorf.
Petershagen est une commune de l'arrondissement de Minden-Lübbecke dans la Rhénanie-du-Nord-Westphalie, en Allemagne.

## Histoire
| Appartenances historiques Principauté épiscopale de Minden 1306-1648 Royaume de Prusse (Principauté de Minden) 1648-1807 Royaume de Westphalie 1807-1811 Empire français (Ems-Supérieur) 1811-1814 Royaume de Prusse (Province de Westphalie) 1815-1918 République de Weimar 1918-1933 Reich allemand 1933-1945 Allemagne occupée 1945-1949 Allemagne 1949-présent |

## Géographie
Petershagen est situé aux abords du fleuve Weser, à peu près à 10 km au nord-ouest de Minden.

### Communes avoisinantes
| - Minden - Hille - Uchte - Stolzenau - Leese - Landesbergen | - Loccum - Rehburg-Loccum - Niedernwöhren - Bückeburg |

### Divisions de la commune
Petershagen est composé de 29 districts:
| - Bierde - Buchholz - Döhren - Eldagsen - Friedewalde - Frille - Gorspen-Vahlsen - Großenheerse - Hävern - Heimsen | - Ilse - Ilserheide - Ilvese - Jössen - Petershagen-Lahde - Maaslingen - Meßlingen - Neuenknick - Ovenstädt - Petershagen (city center) | - Quetzen - Raderhorst - Rosenhagen - Schlüsselburg - Seelenfeld - Südfelde - Wasserstraße - Wietersheim - Windheim |